# Чернево
Чернево е село в Североизточна България. То се намира в община Суворово, Варненска област. Старото му име е Кара Хюсеин.

## География
Чернево се намира на 35 километра западно от град Варна. Селото е в непосредствена близост до индустриалния град Девня. Чернево се намира в община Суворово, като е разположено само на 5 километра от град Суворово. Селото е разположено между две тепета, покрай които с годините то се е разраствало и са се превърнали в една от забележителностите му. В близост до селото има гъста смесена гора, която допринася за облика на тази красива местност. Селото е свързано с градовете Варна, Девня, Суворово с жп линия и второкласен автомобилен път. Чернево е разположено в близост до Варненското езеро.

## История

### Устни предания
Според една от местните легенди днешното село Чернево е получило името си от дядо Черньо. По времето на османското владичество дядо Черньо е бил прочут борец. Наричали са го Черньо Куйрукли, което на турски означава „опашатия“. Наричали са го така, защото гръбначния му стълб бил по-дълъг отколкото на другите хора и се забелязвала малка подутина в долната част на гърба, като опашка. Веднъж турския наместник в най-близкия град Суворово решил да изправи своя пехливан (борец) срещу още младия борец Черньо. Предложил му залог – ако пехливът победи – главата на Черньо ще падне, в противен случай – ще го награди богато. Черньо помислил и предложил на турчина друг вариант – съгласен е на двубоя и ако падне – нека да падне и главата му, но ако победи – тогава всички турци от селото трябвало да се изселят. Турчинът побеснял. Заплашвал Черньо с какво ли не, но той бил непреклонен. Тогава турчинът се замислил. Неговият пехливан бил печелил много двубои, дори и в други градове, а славата на дядо Черньо била само от премерване на сили в близките села. Почувствал увереност, че неговия човек ще победи, турчинът се съгласил. Двубоят бил много дълъг – ту турчинът, ту дядо Черньо взимали временно надмощие, но накрая българинът победил. Турският наместник се върнал в Козлуджа, където наредил да обезглавят собствения му пехливан. Всички от село Чернево се радвали за победата му, но никой не смятал, че турчинът ще изпълни обещанието си. Каква била изненадата им обаче, когато скоро след това турският наместник организирал изселването на турците в Козлуджа. Оттогава почти до 1974 година в селото не е живял нито един турчин. В чест на великата победа селото е кръстено Кара Хюсеин (Черния Хюсеин). През 1934 година е преминувано на с. Срацимир, а днешното име Чернево е след 1944 година.
Когато пристигнал в Кара Хюсеин, дядо Черньо бил вече 50 – 60 годишен, но продължавал да е изключително здрав и силен. След като преборил турския пехливанин, го харесала една млада вдовица – Милкана, която тогава била на 27 години. Една вечер на хорото ергените взели да му се смеят, че бил вече стар, пък взел млада жена. Черньо ги поканил на борба и ги изтръшкал всички. Оттогава заслужил признанието на цялото село. От Милкана му се родила дъщеря – Курта. Тя е майка на Йордана, която се жени за македонския комита Атанас Тасев – Тасо Македонеца, който участва в отвличането на мис Стоун. Йордана е майка на Петрана, която е майка на Тодорка, която е майка на Васил Василев.

### Османски период
Според султанските списъци (тапу тахрир дефтер) голяма част от селищата в района са заселени в края на 15 век от турци, изселени от района на бейлербейлика Сарухан, днешна Маниса в Турция, и поради това много от имената на селата в Козлуджанския санджак повтарят на имента на съществуващите в този бейлик села, кръстени на известни дервиши (Козлуджа баба, Синдел баба, Кара Хюссам баба и т.н).

Още в края на 15 век в така наречения „тапу тахрир дефтер“, където са изброени кои села от Саруханския бейлик са изселени по пътя на „десния ръкав“ на завземане на Балканите, село Чернево се споменава като село Кара Хюсам баба, включено в санджака Козлуджа (днешният град Суворово). По-късно информация за населението на селото Кара Хюсеин намираме в издадения през 1888 година труд на Константин Иречек „Пътувания по България“, който пише: 
| „ | На североизток при Козлуджа лежи селото Карахюсеин, по-напред също тъй, казват, населено от арнаути, сегашните му жители са гърци от Одринско, които в 1829 г., също тъй заминали за Бесарабия и при скорошното си завръщане се заселили тук, като намерили селото, освен три турски къщи, празно. | “ |

През 1829 година, когато по времето на Руско-турската война от 1828 – 1829 при отстъплението на руските войски предвождани от генерал Дибич Забалкански, значителни маси от компактно българско население от Източна Тракия, страхувайки се от безчинствата на турците тръгват след руските войски и се заселват в областта Бесарабия, днес на територията на Молдова и Украйна. След дадената амнистия от турското правителство една част от тях се завръща и се заселва във Варненския край, намирайки благоприятни условия за поминък. Няколко рода от това население се заселват в селото. Имената на родовете са свързани с районите от които идват. Рода Каваклиеви води наименованието си от град Кавакли (днес Тополовград), рода Чорбови от Чорлу, рода Куркутлиеви от село Куркут дн. Страхил/ община Вълчи дол/ родовете Гиндови, Яцови, Даневи, Хартинови, Карачевови, Церевци от Елховско и Ямболско.
Сведение за произхода на населението на село Кара Юсеин може да се намерят и от житието на дядо Дука от село Девне (днес Девня), описани от големия възрожденец Илия Блъсков:
| „ | ... Дедо Дука обичал да ходи на черква в село Кара-юсеин, Козлуджанско. За това време черквите били рядкост и във Варненско е била само тази в село Кара юсеин, в която се четяло и пеело по гръцки. Караюсеинци са били тогава както и днес, повечето гърчоля, но от тези гърчоля, които се зоват Каваклийски сармосакчии и са от Едринско... | “ |

Църквата „Света Троица“ е била построена през 1836 година, като мястото за църквата е дарение от Параскев Атанасов Карачевов. Към църквата е открито и килийно училище, в което се преподавало от свещеника на гръцки език. Според публикацията на информационна агенция Черно море от 17.12.2017 година „Непознатата история“ за училищата на Варна и околностите преди освобождението, към 1871 година учителят в Карахюсеинското основно училище е обучавал 80 деца, а извън тях преподавал на български на някои българчета.

### След Освобождението
В края на XIX век името на селото се появява в редовния печат през 1896 г. През 1923 г. в селото функционира железопътната гара Осеновец на линията от Варна за Добрич.
През 1986 г. е тържествено честван 150-годишен юбилей на училището, а през 2006 г. е честван 170-годишнината на църквата. Църквата и училището са най-старите във Варненско. В миналото селото е било разделено на гръцка и българска махала от реката, която минава по средата на селото.

## Население
Численост на населението според преброяванията през годините:
| \| Година на преброяване \| Численост \| \| --------------------- \| --------- \| \| 1934 \| 1813 \| \| 1946 \| 1942 \| \| 1956 \| 2026 \| \| 1965 \| 2126 \| \| 1975 \| 2008 \| \| 1985 \| 1533 \| \| 1992 \| 1463 \| \| 2001 \| 1449 \| \| 2011 \| 1373 \| \| 2021 \| 1030 \| |           |
| Година на преброяване | Численост |
| 1934 | 1813      |
| 1946 | 1942      |
| 1956 | 2026      |
| 1965 | 2126      |
| 1975 | 2008      |
| 1985 | 1533      |
| 1992 | 1463      |
| 2001 | 1449      |
| 2011 | 1373      |
| 2021 | 1030      |

### Етнически състав

#### Преброяване на населението през 2011 г.
Численост и дял на етническите групи според преброяването на населението през 2011 г.:
|                     | Численост | Дял (в %) |
| Общо                | 1373      | 100       |
| Българи             | 771       | 56,51     |
| Турци               | 149       | 10,85     |
| Цигани              | 69        | 5,02      |
| Други               | 10        | 0,72      |
| Не се самоопределят | 10        | 0,72      |
| Неотговорили        | 364       | 26,51     |

## Обществени институции
- Кметство
- Основно училище „Христо Ботев“
- Народно читалище „Зора – 1912“
- Детска градина „Слънчице“

- Кметството
- Детската градина
- Водонапорна кула в селото

## Културни и природни забележителности
През май хълмовете на Чернево се окъпват в зеленина, а горските поляни в див божур. Леснопроходимата гора не би затруднила и най-мързеливия турист, който освен за разходка може да използва времето за бране на билки или горски плодове.
Екопътека. Част от туристически маршрут, който минава покрай Бановската група на Побити камъни до с. Баново. Маршрутът върви през леснопроходима гора и непринудено представя вълшебствата на българската природа и прекрасните места за отдих. Зеленият коридор е зона за рекреация и здраве за цялото население, може да се ползва от екотуристи от различни възрастови групи и хора в неравностойно положение.
В с. Чернево са съхранени различни народни обичаи, които групата за автентичен фолклор към читалище „Зора“ представя много атрактивно – коледуване, лазаруване, кукерство, Еньовден и др.
Еньовден. Летен обреден празник. На този ден в ранни зори преди изгрев слънце млади и стари тръгват към най-високото място в селото, за посрещнат изгрева на слънцето. Берат се билки за здраве. На Еньов ден те са най-лечебни. Малко дете, облечено в дълга бяла премяна, с венче от билки на главата е символа на празника. Нарича се Еньовче. С помахване на ръце всички посрещат изгрева на слънцето, което се преобръща три пъти. С билка в ръка всички се отправят към църквата, след което момите запяват и посещават наред домовете за здраве и берекет. Само на Еньовден момата може да излезе на хорото без родителите си и да играе пъстро хоро – момата до момъка. Сезонът е жътварски. Празникът завършва на мегдана с хора и веселие до обяд, след което всички тръгват на жътва.

## Спорт
Футболният отбор на село Чернево е „Черноморец Чернево“. През сезон 2001 – 2002 и 2004 – 2005 се състезава във В група на Българското първенство. Подвизава се в „окръжна футболна лига Варна“. Сред известните мачове на черневци са победите над „Фейър Плей Варна“, „Локомотив Чикаго Русе“, „Доростол Силистра“, както и „Черноморец Балчик“. Не веднъж стадионът в село Чернево е ставал свидетел на футболна продукция достойна дори за професионалните нива в българския футбол. Феновете на черневци не спират да подкрепят своя отбор дори в най-трудните мигове на отбора и не пропускат среща. Те могат да бъдат пример за много фенове на други отбори в родното ни футболно първенство. Футболната общественост в село Чернево очаква с нетърпение завръщането на „Черноморец“ във В аматьорска футболна лига на България, а защо не и след някой друг сезон местният отбор да се подвизава и в професионалните ешелони на футболното първенство на България.

## Известни личности
Родом от село Чернево е и Негово Високопреосвещенство Великотърновския митрополит д-р Стефан (1907 – 1995). Паметникът за загиналите черневци в центъра на село Чернево е изработен и със спомоществувателството на владиката, който е дарител и на местния храм „Св. Троица“.
Родом от село Чернево е Желю Стайков който е първия управител на курорта „Албена“ 1966 – 1977 г., зам.председател на Комитета по туризъм 1973 – 1977 г.
Виж Цацов, Борис. Летопис на Българската православна църква, София, 2010 г.

## Икономика
Бизнес в село Чернево развиват Производствена Потребителска Земеделска Кооперация „Срацимир“ и Туристически комплекс „Барите“. През 2015 година в село Чернево са инвестирани 3 843 642 BGN без ДДС в рамките на проект за Реконструкция на водопроводна и изграждане на канализационна мрежа